# Вальгалла (Південна Кароліна)
Вальгалла (англ. Walhalla) — місто (англ. city) в США, в окрузі Оконі штату Південна Кароліна. Населення — 4072 особи (2020).

## Географія
Вальгалла розташована за координатами 34°46′10″ пн. ш. 83°3′20″ зх. д. / 34.76944° пн. ш. 83.05556° зх. д. (34.769505, -83.055431).  За даними Бюро перепису населення США в 2010 році місто мало площу 10,41 км², з яких 10,25 км² — суходіл та 0,16 км² — водойми.

### Клімат
| Клімат : Вальгалла      | Клімат : Вальгалла | Клімат : Вальгалла | Клімат : Вальгалла | Клімат : Вальгалла | Клімат : Вальгалла | Клімат : Вальгалла | Клімат : Вальгалла | Клімат : Вальгалла | Клімат : Вальгалла | Клімат : Вальгалла | Клімат : Вальгалла | Клімат : Вальгалла | Клімат : Вальгалла |
| Показник                | Січ.               | Лют.               | Бер.               | Квіт.              | Трав.              | Черв.              | Лип.               | Серп.              | Вер.               | Жовт.              | Лист.              | Груд.              | Рік                |
| Абсолютний максимум, °C | 27,2               | 27,8               | 34,4               | 34,4               | 38,3               | 40,6               | 41,1               | 41,1               | 42,2               | 36,7               | 30,6               | 27,2               | 42,2               |
| Середній максимум, °C   | 11,3               | 13,5               | 17,8               | 22,5               | 26,6               | 30,3               | 31,9               | 31,3               | 28,0               | 22,6               | 17,5               | 12,1               | 22,1               |
| Середній мінімум, °C    | −1,9               | −0,7               | 2,7                | 6,8                | 12,2               | 17,0               | 18,8               | 18,8               | 15,1               | 8,6                | 3,1                | −0,7               | 8,4                |
| Абсолютний мінімум, °C  | −20,6              | −20                | −16,1              | −6,7               | −2,2               | 3,9                | 9,4                | 9,4                | 0,0                | −6,7               | −12,8              | −19,4              | −20,6              |
| Норма опадів, мм        | 126                | 124                | 130                | 100                | 115                | 121                | 129                | 138                | 128                | 107                | 118                | 132                | 1468               |
| ----------------------- | ------------------ | ------------------ | ------------------ | ------------------ | ------------------ | ------------------ | ------------------ | ------------------ | ------------------ | ------------------ | ------------------ | ------------------ | ------------------ |
| Джерело: NOAA           |                    |                    |                    |                    |                    |                    |                    |                    |                    |                    |                    |                    |                    |

## Демографія
Згідно з переписом 2010 року, у місті мешкали 4263 особи в 1625 домогосподарствах у складі 1072 родин. Густота населення становила 409 осіб/км².  Було 1852 помешкання (178/км²).
Расовий склад населення:
| - 76,2 % — білих - 6,0 % — чорних або афроамериканців - 0,8 % — азіатів - 0,4 % — корінних американців - 14,3 % — осіб інших рас |

До двох чи більше рас належало 2,2 %. Частка іспаномовних становила 22,5 % від усіх жителів.
За віковим діапазоном населення розподілялося таким чином: 27,8 % — особи молодші 18 років, 57,8 % — особи у віці 18—64 років, 14,4 % — особи у віці 65 років та старші. Медіана віку мешканця становила 34,7 року. На 100 осіб жіночої статі у місті припадало 95,8 чоловіків;  на 100 жінок у віці від 18 років та старших — 89,0 чоловіків також старших 18 років.
Середній дохід на одне домашнє господарство  становив 36 272 долари США (медіана — 26 446), а середній дохід на одну сім'ю — 37 632 долари (медіана — 25 884). За межею бідності перебувало 42,9 % осіб, у тому числі 67,7 % дітей у віці до 18 років та 3,2 % осіб у віці 65 років та старших.
Цивільне працевлаштоване населення становило 1305 осіб. Основні галузі зайнятості: виробництво — 21,9 %, освіта, охорона здоров'я та соціальна допомога — 18,2 %, роздрібна торгівля — 15,3 %, мистецтво, розваги та відпочинок — 13,9 %.